# MyAgro
myAgro — социальное предприятие, которое благодаря приглашённым специалистам и волонтёрам помогает мелким фермерам Мали, до сих пор практикующим натуральное хозяйство, побороть бедность. myAgro через приложение для мобильного телефона, гибкую систему микроплатежей (с помощью карточек пополнения счёта) и сеть деревенских магазинов реализует по доступным ценам семена, удобрения и сельхозтехнику, помогает крестьянам правильно инвестировать средства в свои хозяйства, быстрее реализовать их продукцию по справедливым ценам, а также обучает фермеров новым технологиям, которые увеличивают урожаи и не разрушают окружающую среду.

## История
Мали является одним из самых бедных государств мира, 70 % его населения составляют бедные крестьяне, практикующие примитивные методы хозяйствования, сопровождаемые уничтожением лесов и разрушением почв. myAgro основано летом 2011 года Анушкой Ратнаяке (Anushka Ratnayake), к которой вскоре присоединился доктор Умар Ниангадо из Syngenta Foundation. Партнёром myAgro стала местная компания Faso Kaba, предоставлявшая семена в кредит. myAgro наладила тесные связи с деревенскими и уездными властями, а Ратнаяке получила стипендию от Rainer Arnhold Fellow (структура фонда Мулаго). 
К концу 2011 года myAgro открыла свой первый магазин и получила первый грант от фонда Мулаго. Весной 2012 года myAgro поставила семена и удобрения уже более 280 крестьянским семьям, летом 2012 года Ратнаяке получила стипендию от Echoing Green. Позже инвесторами и кредиторами myAgro стали Kiva, Draper Richards Kaplan Foundation, Peery Foundation и Salesforce Foundation, myAgro вышла на рынок соседнего Сенегала, а число работающих с предприятием фермеров превысило 12 тыс. человек (осень 2014 года).